# Niklas Behrens
Pour les articles homonymes, voir Behrens.
Niklas Behrens, né le 6 novembre 2003 à Brême, est un coureur cycliste allemand. 

## Biographie
Niklas Behrens est originaire de Brême, en Basse-Saxe. Sportif depuis son plus jeune âge, il pratique d'abord le triathlon. Il commence finalement sa carrière cycliste en 2021 au VC Vegesack. Pour ses débuts, il participe à des compétitions sur route, mais aussi en cyclo-cross et en VTT. 
En 2022, il rejoint le club Stevens Racing. Bon sprinteur du haut de son gabarit de 1,95 mètre, il s'impose à plusieurs reprises dans des courses nationales allemandes. Il devient ensuite stagiaire au sein de l'équipe continentale Storck-Metropol en 2023. Avec cette formation, il se distingue en remportant une étape du Flanders Tomorrow Tour,. Grâce à ses bons résultats, il intègre la réserve de la structure Lidl-Trek en 2024. Il se révèle lors de cette saison 2024. Vainqueur du Youngster Coast Challenge, il est ensuite quatrième de Gand-Wevelgem espoirs et champion d'Allemagne sur route espoirs. En septembre, il arrive pour la victoire au championnat d'Europe sur route espoirs, mais est battu lors d'un sprint à deux par Huub Artz. Le 27 septembre, dans des conditions rendues difficiles par la pluie, il devient champion du monde sur route espoirs sur un parcours vallonné, devançant au sprint Martin Svrček.
En 2025, il rejoint l'équipe World Tour Visma-Lease a Bike.

## Palmarès et résultats

### Palmarès par année
- 2023
  - 1re étape du Flanders Tomorrow Tour
- 2024
  -  Champion du monde sur route espoirs
  -  Champion d'Allemagne sur route espoirs
  - Youngster Coast Challenge
  - Rund um Steinfurt
  - Meisterschaften der Nordverbände
  -  Médaillé d'argent du championnat d'Europe sur route espoirs
  - 2e du championnat d'Allemagne du contre-la-montre espoirs
  - 7e du championnat du monde du contre-la-montre espoirs
  - 8e du championnat d'Europe du contre-la-montre espoirs

### Classements mondiaux
| Année                                 | 2023  | 2024 |
| ------------------------------------- | ----- | ---- |
| Classement mondial                    | 2450e | 215e |
| UCI Europe Tour                       | 1456e | nc   |
|                                       |       |      |
| Légende : nc = non classéSource : UCI |       |      |

## Distinctions
- Cycliste allemand de l'année : 2024